# ALA - Scelta Civica per la Costituente Liberale e Popolare
ALA - Scelta Civica per la Costituente Liberale e Popolare est le nom des deux groupes parlementaires au Sénat et à la Chambre des députés, constitués autour de l'Alliance libéral-populaire-Autonomies (ALA) de Denis Verdini et ce qui reste de Choix civique pour l'Italie au parlement, fondés le 7 décembre 2016, lors de la formation du gouvernement Gentiloni. Au Sénat, le groupe est présidé par Lucio Barani et comprend 18 sénateurs fin 2016.